# Perforacja przewodu pokarmowego

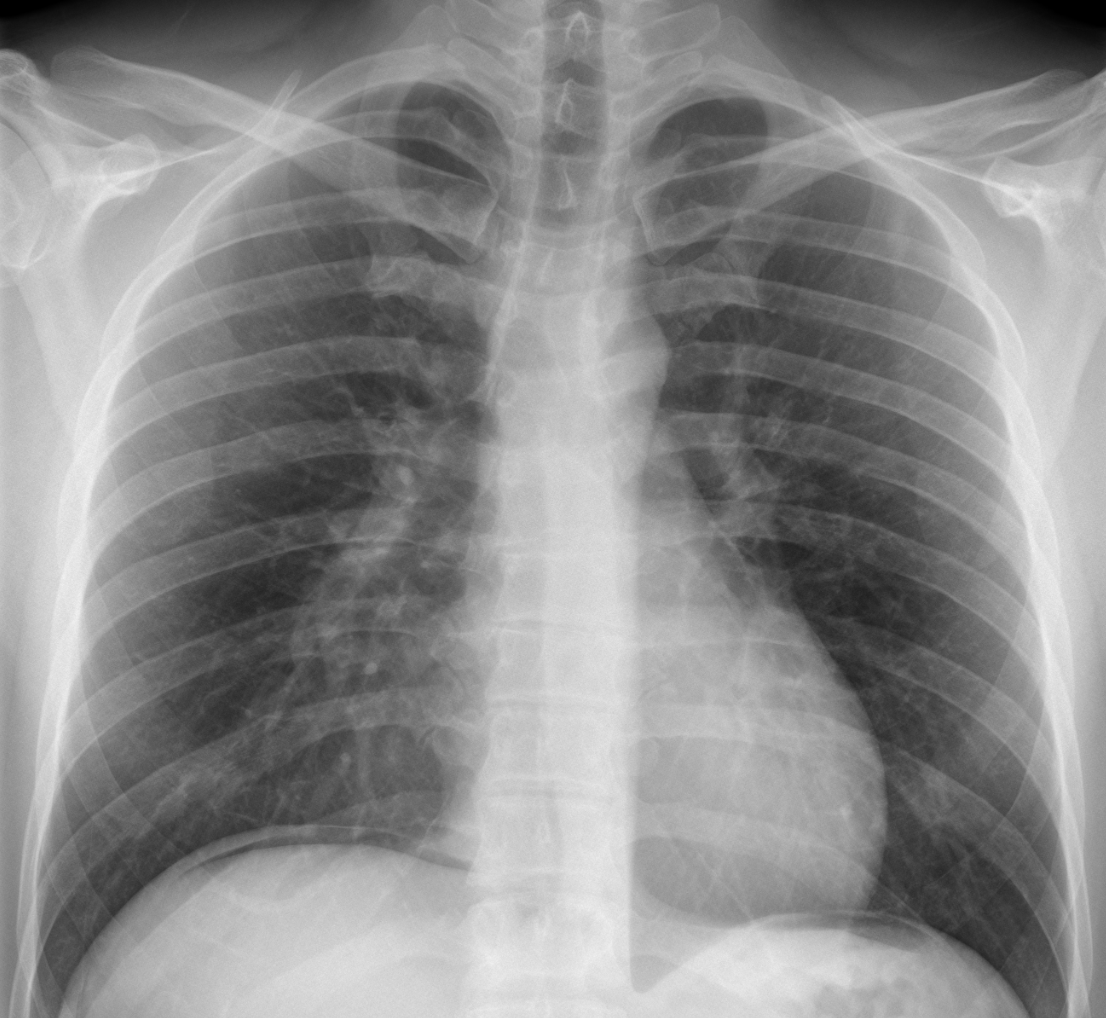
Widoczne wolne powietrze pod kopułami przepony, obraz RTG

Perforacja przewodu pokarmowego – jest to uszkodzenie wszystkich warstw ściany przewodu pokarmowego prowadzące do obecności gazu lub zawartości przewodu pokarmowego poza jego światłem. Perforacja najczęściej jest spowodowana chorobą wrzodową (niemal 70% wszystkich perforacji) lub przyczyną urazową, również jatrogenną. Jest to stan zagrożenia życia, wymaga szybkiej diagnostyki i leczenia, które zwykle jest operacyjne. Perforacja przewodu pokarmowego jest zaliczana do tzw. ostrego brzucha.

## Etiologia
Przyczyny perforacji są odmienne w różnych narządach:
- przełyk – uraz, oparzenia chemiczne, przyczyny jatrogenne (endoskopia, zabiegi endoskopowe), zespół Boerhaavego, rak przełyku.
- żołądek i dwunastnica – choroba wrzodowa żołądka i dwunastnicy, urazy, rzadziej rak żołądka.
- jelito cienkie – urazy, martwica w wyniku zatoru, zakrzepu lub urazu naczyń krezkowych[3], choroba Leśniowskiego-Crohna, dur brzuszny[4], popromienne zapalenie jelit[1], uchyłek Meckela[4], ostre zapalenie jelit[4].
- jelito grube – rak jelita grubego i zapalenie uchyłków (choroba uchyłkowa jelit), rzadziej perforacja wyrostka robaczkowego w wyniku jego zapalenia, martwica w wyniku zatoru, zakrzepu lub urazu naczyń krezkowych, wrzodziejące zapalenie jelita grubego (megacolon toxicum), popromienne zapalenie jelit, skręt jelita.

## Objawy
Obraz kliniczny jest uzależniony od rodzaju przedziurawianego narządu oraz jałowości i toksyczności zawartej w nim treści. Perforacja w obrębie jamy brzusznej objawia się ograniczonym lub uogólnionym zapaleniem otrzewnej. Występuje nagły bardzo silny ból, porównywany do zranienia nożem, ból zwykle jest początkowo ograniczony do obszaru, w którym wystąpiła perforacja. Stwierdza się obronę mięśniową i inne objawy otrzewnowe. Często napięcie mięśni prostych brzucha jest tak silne, że brzuch określa się jako deskowaty. Dochodzi do zaniku perystaltyki jelit i do rozwoju zapalenia otrzewnej. Stopniowo rozwija się wstrząs. Czasem zawartość dwunastnicy może spływać do prawego dołu biodrowego, co może sugerować ostre zapalenie wyrostka robaczkowego.
Z kolei objawy uszkodzenia przełyku objawiają się bólem w klatce piersiowej, bólem podczas połykania oraz trudnościami w połykaniu. Mogą występować krwiste wymioty lub wymioty bez krwi, odma podskórna. Szybko dochodzi do zapalenia śródpiersia i rozwoju sepsy.

## Diagnostyka

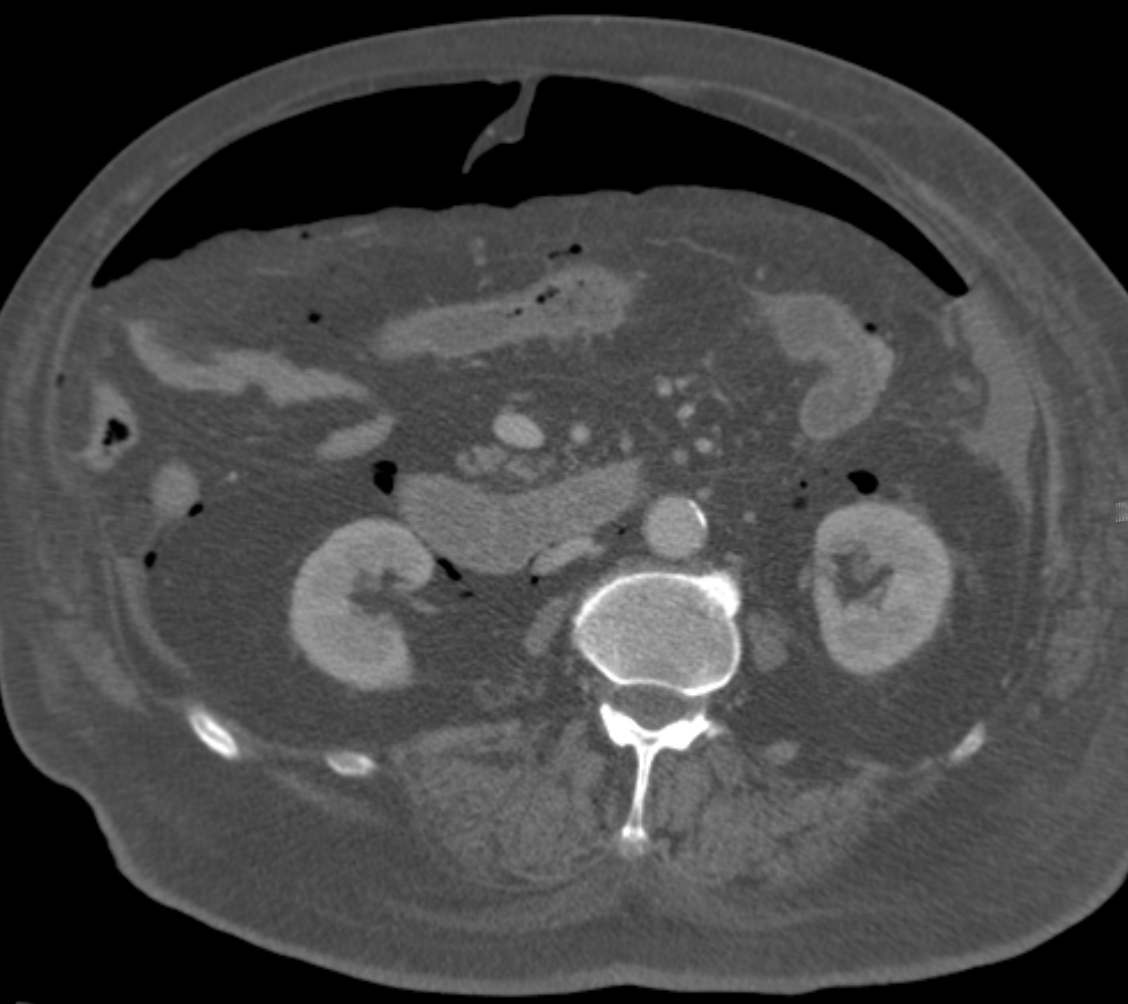
Wolny gaz w jamie brzusznej, obraz TK

Objawem radiologicznym perforacji przewodu pokarmowego jest obecność wolnego gazu pod przeponą, który na zdjęciu jest widoczny jako przejaśnienie o kształcie sierpa lub rogala. Powietrze zgromadzone pod kopułą przepony powoduje również zniesienie stłumienia wątrobowego podczas opukiwania jamy brzusznej. W tomografii komputerowej widoczne jest wolne powietrze, wolny płyn poza światłem uszkodzonego narządu, nieciągłość ścian narządu, wyciek kontrastu lub obecność zmian zapalnych. TK pozwala dokładnie określić miejsce perforacji, jest szczególnie przydatna w diagnostyce "ukrytej perforacji" oraz "zamkniętej perforacji". Perforacja w obrębie klatki piersiowej (przełyk) w badaniu radiologicznym jest widoczna jako odma śródpiersiowa, odma podskórna, płyn w śródpiersiu oraz poszerzenie śródpiersia.

## Leczenie
Leczenie jest uzależnione od przyczyny perforacji. Konieczne jest wyrównanie zaburzeń wodno-elektrolitowych oraz podaż antybiotyków.
Perforacja przełyku leczona jest operacyjnie. Usuwa się przedziurawiony fragment przełyku i odtwarza się jego ciągłość poprzez wstawkę z jelita grubego lub żołądka. Operacja może być jednoczasowa lub z wytworzeniem czasowej przetoki żołądkowej i ślinowej. U niektórych starannie wybranych chorych możliwe jest leczenie zachowawcze, które obejmuje żywienie pozajelitowe, podaż antybiotyków i leczenie endoskopowe (stenty). Możliwe jest również zszycie i zdrenowanie z dostępu torakoskopowego.
W przypadku perforacji żołądka lub dwunastnicy leczenie polega na zszyciu owrzodzenia łatą z sieci większej oraz płukaniu jamy otrzewnej. Operacja może być wykonana laparoskopowo. Stosuje się inhibitory pompy protonowej.
W przypadku perforacji w obrębie jelita wykonuje się laparotomię i płukanie jamy otrzewnej. Po zidentyfikowaniu miejsca perforacji przeprowadza się resekcję zajętej części, często z wyprowadzeniem czasowej stomii (w obrębie jelita grubego – operacja Hartmanna), wówczas zespolenie jest przeprowadzane w późniejszym czasie. W przypadku megacolon toxicum może być konieczne wykonanie kolektomii z zachowaniem lub nie odbytnicy.